# ほらどキウイマラソン
ほらどキウイマラソンは、岐阜県関市洞戸で行われる関市が主催していた市民マラソン大会である。大会名称は、開催地である洞戸（ほらど）の特産品「キウイフルーツ」から。
第1回は1991年に開催され、関市洞戸生涯学習センターを発着点とするコースで毎年11月最終日曜日に開催されている。しかし2023年で終了。

## 沿革
- 1991年12月8日 - 第1回大会が開催される。
- 1993年 - 1993年大会より開催が毎年12月から11月に変更。

## 区分
10km
※完走条件：70分以内。関門（6.5km地点）をスタート後45分以内通過。
- 男子（一般・高校生）
  - 50歳以上の部
  - 40歳代の部
  - 39歳以下の部
- 女子（一般・高校生）
  - 50歳以上の部
  - 40歳代の部
  - 39歳以下の部

5km
※完走条件：40分以内。
- 男子（一般・高校生・中学生）
  - 60歳以上の部
  - 18歳以上60歳未満の部
  - 中学生の部
  - 高校生の部
- 女子（一般）
  - 60歳以上の部
  - 18歳以上60歳未満の部

3km
- 男子（一般・小学生）
  - 一般（18歳以上）の部
  - 小学生（3年生以上）の部
- 女子（一般・高校生・中学生・小学生）
  - 一般（18歳以上）の部
  - 中学生の部
  - 高校生の部
  - 小学生（3年生以上）の部
  - ファミリーの部（成人1名以上を含む小学生以上。1チーム5名まで）

## 表彰・参加賞
- 各部門1位～3位。
- 9位（キウイ賞）
- 特別賞（遠来賞、最高齢者賞（男女別）、パフォーマンス賞）
- 参加者全員に参加賞、プログラム。フィニッシュ後に高賀の森水。
- ファミリーの部を除く完走者に記録着順を明記した「完走証」を即日交付。